# Iluocoetes elongatus
Iluocoetes elongatus és una espècie de peix de la família dels zoàrcids i de l'ordre dels perciformes.

## Morfologia
- Els mascles poden assolir 14,7 cm de longitud total.[4][5]

## Hàbitat
És un peix marí i de clima temperat que viu fins als 40 m de fondària.

## Distribució geogràfica
Es troba a l'Argentina.

## Observacions
És inofensiu per als humans.